# 名古屋市立春岡小学校
名古屋市立春岡小学校（なごやしりつ はるおかしょうがっこう）は、愛知県名古屋市千種区春岡二丁目にある公立小学校。

## 歴史

### 沿革
- 1933年（昭和8年）6月15日 - 名古屋市丸田尋常小学校として開校[1]。
- 1941年（昭和16年） - 名古屋市丸田国民学校と改称[1]。
- 1946年（昭和21年） - 名古屋市春岡国民学校と改称[1]。
- 1947年（昭和22年） - 名古屋市立春岡小学校と改称[1]。
- 1984年（昭和59年） - 住居表示の実施に伴い、学校所在地が坂下町2丁目29番地より、春岡二丁目5番38号と変更になる[1]。
- 1998年（平成10年） - トワイライトスク－ル設置[1]。
- 2001年（平成13年） - 特別支援学級として「くすのき学級」を新設[1]。

### 児童数の変遷
『愛知県小中学校誌』（2018年）によると、児童数の変遷は以下の通りである。
| 1947年（昭和22年） | 849人   |  |
| 1957年（昭和32年） | 1,545人 |  |
| 1967年（昭和42年） | 938人   |  |
| 1977年（昭和52年） | 697人   |  |
| 1987年（昭和62年） | 525人   |  |
| 1997年（平成9年）  | 309人   |  |
| 2007年（平成19年） | 302人   |  |
| 2017年（平成29年） | 334人   |  |

## 通学区域
- 全域が名古屋市千種区に含まれる。
  - 青柳町5〜6丁目[4]
  - 今池五丁目[4]
  - 今池南（一部）[4]
  - 城木町[4]
  - 日進通（1丁目）[4]
  - 春岡通（5〜6丁目）[4]
  - 春岡一丁目・同二丁目[4]

## 進学先
- 名古屋市立若水中学校[5]